# Анет Роџерс
Анет Роџерс Кели (пољ. Annette Rogers Kelly) је некадашња америчка атлетичарка, која се такмичила у трчању на 100 метара и скоку увис. Била је чланица Илиноис клуба за католикиње.
Дипломирала је на приватном Нортвестерн универзитету. После удаје за Питера Келија предавала је физичко васпитање у Чикагу.
Анет Роџерс је на америчком првенству у дворани 1933. и 1936. освојила златну медаљу у скоку увис и златну медаљу у трци на 200 м.
На Олимпијским играма 1932 у Лос Анђелесу, освојила је златну медаљу у трци штафета 4 х 100 метара заједно са својим саиграчицама Мери Кару, Евелин Ферч и Вилхелмином вон Бремен поставивши нови светски и олимпијски рекорд 47,0. Успех је поновила и за четири годие у Берлину. Штафета је била у измењеном саставу са Харијет Бланд, Бети Робинсон и Хелен Стивенс.
Поред такмичења као чланица штафете 4 х 100 метра, Анет Роџерс, се на олимпијским играма такмичила и у скоку увис. У Лос Анђелесу 1932. била је шеста са скоком од 1,58 м, а у Берлину 1936. је поделила шесто место са 1,55 м.
Анет Роџерс је била последњи живи атлетски олимпијски победник из 1936. Умрла је 8. новембра 2006. у 93. години.